# ダックスフント
ダックスフント（独: Dachshund）は、ドイツ原産の犬種。ジャパンケネルクラブ（JKC）の登録名は英語読みによるダックスフンドだが、ドイツ語では文節末尾の d は濁らないため「フント」。
ドイツ語のアナグマを表すダックス（Dachs）と、犬を表すフント（Hund）を合わせた「アナグマ犬」を意味する。巣穴の中にいるアナグマを狩る目的で手足が短く改良された。なお、ドイツ語フント（Hund）は 英語で猟犬を表すハウンド（hound）と同根。フランス語ではteckel。Teckelもドイツ語（北部ドイツ語）でダックスフントのこと。ドイツ語ではDackel（Dachshundの短縮形）とも言う。
ジャパンケネルクラブ登録頭数は、記録の残る1999年から2007年までは1位、2008年以降は3位。
また、アメリカでも人気があり、アメリカンケネルクラブでの登録頭数は常に10位以内に入る。

## 容姿・性格
特徴的な容姿は胴長短足の体型。
顔は面長で、尾は長く、耳は下に垂れる形をしている。鼻孔が開いて空気を取り入れやすい形状で、マズルが長く鼻腔内の面積が広いため、嗅覚に優れている。鼻の色は基本的には黒だが、一部はレバー色、淡いピンク色もいる。
また、胸が十分に発達している。骨端が突き出ているので、前から見ると楕円形をしている。あばらはよく張って腹部につながっている。
短脚で、体長は長いが、引き締まった体格である。非常に筋肉質であり、向う気が強い頭部の保持と、警戒心に富んだ表情を見せる。
長い体に対して短い脚であるため、モタモタしたりする場合もあるが、歩様が制限されるほどではない。
生まれつき友好的で落ち着きがあり、神経質であったり攻撃的であったりということはない。情熱的で辛抱強い。ただ元々が猟犬であるがゆえに、時として攻撃的・負けず嫌い・頑固・活発・やんちゃ・遊び好き・寂しがりといった性格を見せる。

## 毛質
毛質は大きく分けてスムースヘアード、ロングヘアード、ワイヤーヘアードの3種類がある。
スムースヘアード
毛質は堅く、短いのが特徴である。また、毛の流れは滑らかで光沢もあり、密生している。
ロングヘアード
毛質は柔らかく、光沢があって長い。
わずかにウェーブした毛は、顎の下部、胴の下部に比べて、耳の先端、前肢のうしろ側が特に長く、尾のうら側が最も長い。
ワイヤーヘアード
被毛は顎と眉、耳を除いて、全体に密生した短い粗い剛毛が、下毛とともに全身を覆っている。
顎にはひげがなければならず、眉は毛深く、耳はスムーズな短毛である。

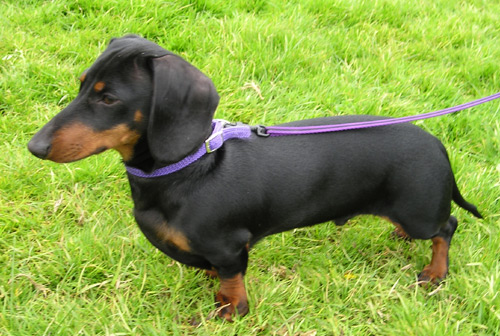
スムースヘアード
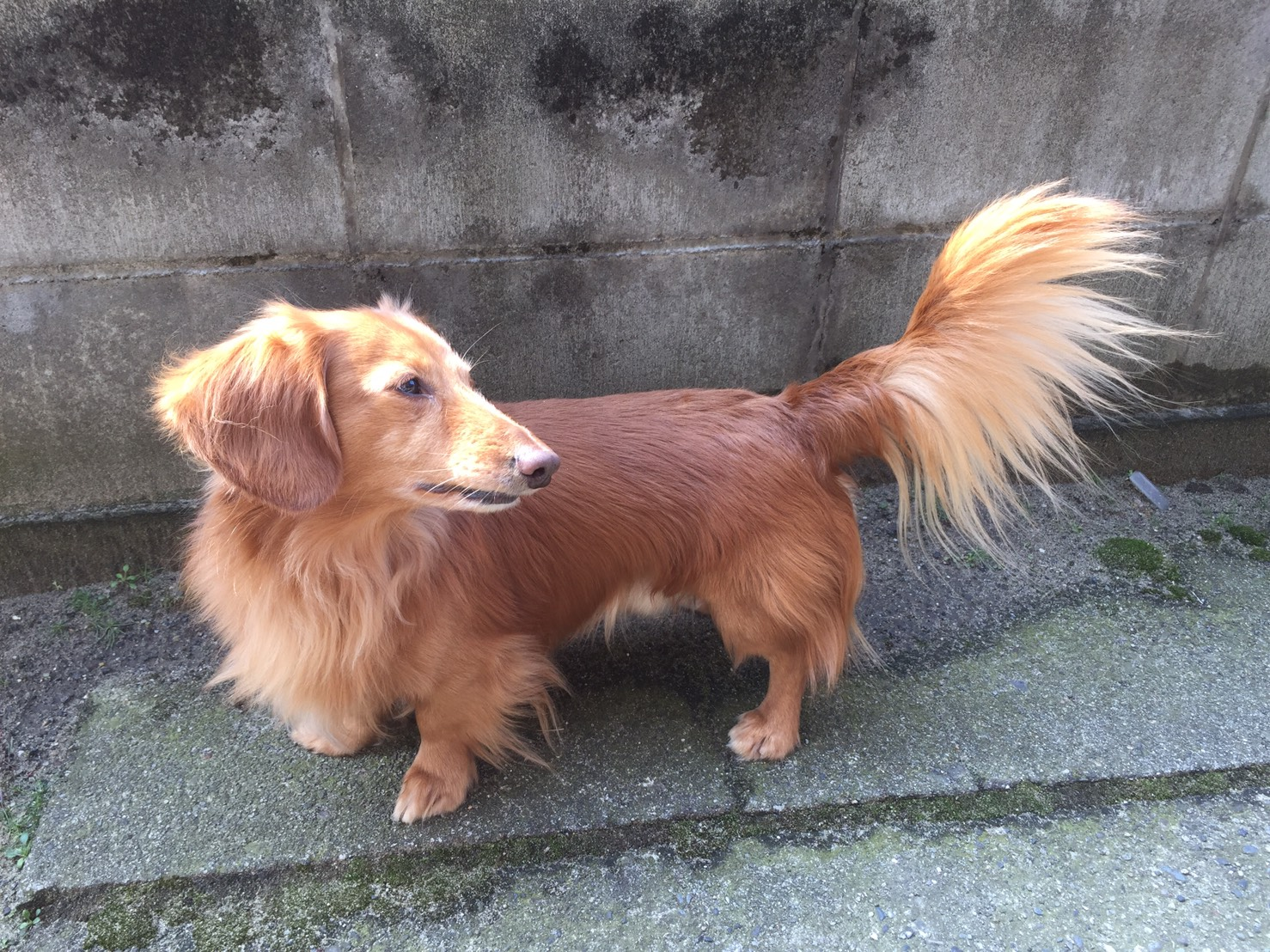
ロングヘアード
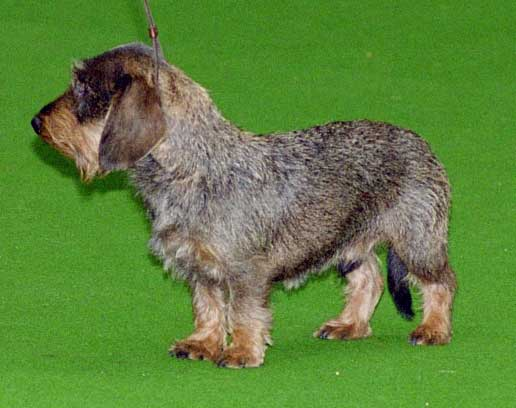
ワイヤーヘアード

## 毛色
ダックスフントは、多くの毛色があることで知られている。また、毛質ごとに分類される。
スムースヘアードとロングヘアードについては2色と単色、その他のカラーに大きく分けられる。
2色は濃いブラウン（チョコレート）又はブラック。それぞれにタン又はイエローの斑が、目の上、マズル及び下唇の側面、耳朶の縁の内側、前胸部、脚の内側及び後部、足の上、肛門の周り、そこから尾の下側の3分の1又は半分に見られる。ブラック&タン、チョコレート&タン、ブラック&クリーム等と呼ぶことが多い。
また、単色（ソリッド）は、レッド、レディッシュ・イエロー、イエロー（クリーム）、チョコレート。非常に散在した黒の毛（シェーデッド）がある犬でも単色として分類される。その他の色はダップル（斑）とブリンドル（濃い縞）等がある。
ワイヤーヘアードについては、上記以外にもワイルド・ボアー・カラー（野猪色）、デッド・リーフ（枯葉色）、ソルト・アンド・ペッパー（ごま塩色）などもある。
近年はパイボールド、ソリッド、ブルーなど新しく毛色が作出されている。これらは特殊色、レアカラーとも呼ばれる。異毛種間での交雑は認められておらず、本来は血統書は発行されない。また、血統書以外にも後述の「乱繁殖」や「遺伝性疾患」と直結する問題とされることもある。

## サイズ
ダックスフントのサイズは、スタンダード・ミニチュア・カニンヘン(カニーンヘン、カニヘン)の3つに分かれ、各国の協会において、理想のサイズが定められている。
なお、仔犬時の血統書において、ミニチュア・カニンヘンと明記されていても、成長するにつれて、各協会の規定とする体型と異なることはある。
|                        | スタンダード                                                        | ミニチュア                                                                      | カニンヘン                                                                            |
| ---------------------- | ------------------------------------------------------------------- | ------------------------------------------------------------------------------- | ------------------------------------------------------------------------------------- |
| ジャパンケネルクラブ   | 体重9 - 12キログラム                                                | 生後15か月を経過した時点で測定 体重5.0キログラム以下 胸囲35センチメートルが理想 | 生後15か月を経過した時点で測定 胸囲30センチメートル以下 体重3.2 - 3.5キログラムを理想 |
| ドイツテッケルクラブ   | 胸囲35センチメートル以上 9キログラムまで                            | 胸囲30 - 35センチメートル以内 3 - 4キログラムまで                               | 胸囲30センチメートル以下 3キログラム以下                                              |
| アメリカンケネルクラブ | 7.3 - 14.5キログラム                                                | 5キログラム以下                                                                 |                                                                                       |
| イギリスケネルクラブ   | 雄11.25キログラム（25ポンド）以下 雌10.35キログラム（23ポンド）以下 | 雄雌とも5キログラム（11ポンド）以下                                             |                                                                                       |

## 歴史
ダックスフントの起源は古く、最も古いものでは古代エジプトの壁画にダックスフントと酷似する犬種が刻まれている。
現在のダックスフントは、スイスのジュラ山岳地方のジュラ・ハウンドが祖先犬と言われ、12世紀頃、ドイツやオーストリアの山岳地帯にいた中型ピンシェル（ピンシャー）との交雑によって今日のスムーズヘアード種の基礎犬が作られたと伝えられている。当時は体重10 - 20キログラムと大きかったようで、シュナウザーを配して、更に他のテリアによってワイヤーヘアード種ができた。またロングヘアード種は15世紀頃、スパニエルとの交雑によって作出されたが、どこでなされたのかは定かではない。
本来、ダックスフントは名前の表す通り、体重15キログラム程もあるアナグマを猟るため、また、負傷した獲物の捜索及び追跡のために農夫などによって改良された犬種で、「Bracken（狩猟）」の時代から特に地下での狩猟に適するよう繁殖されてきた歴史がある。
当時、ダックスフントはドイツ国内においてはテッケルやテカル、ダッケルと呼んでいたと言われている。19世紀頃、ミニチュアとカニンヘン（兎という意味）がスタンダードが入ることのできない小さな穴に入って、アナグマのみならず、ネズミやアナウサギ、テン類を猟るために改良されて誕生したようである。
また、この頃からアメリカや他の国へも少しずつ輸出されるようになったらしく、そのダックスフントの繁殖に尽力していたと言われる最古のクラブは、1888年に創立されたドイツテッケルクラブ（Deutscher Teckelklub）である。
第一次世界大戦ではドイツ語での呼び方が嫌悪され、英語で「バジャードッグ」と呼ばれていた。

## 飼育上の注意
胴体が長く、腰や股関節などへの負担が大きいため、ヘルニアを代表とする関節疾患にかかりやすい。ジャンプ、高所や階段の昇降、滑りやすい床や路面の走行、肥満、抱え方等には注意が必要である。
脚が短いことから、地面と腹部が近いため、腹部を傷つけてしまったり、地面が熱い時は熱中症になりやすい。
垂れ耳であることから、蒸れやすく、ダニの寄生や細菌による外耳炎になりやすい。
もともと狩猟犬だったことから立派な筋肉を持っており、運動不足による肥満に注意が必要な犬種でもある。
肥満（ヘルニア）防止のダイエットや小型化を目的として、素人による餌の制限が安易に行われており、その個体に対する適度な分量の餌を与えられず、栄養失調から諸疾患を引き起こすケースも存在する。
また、ペットブームの影に行われた乱繁殖により、経験及び知識不足のブリーダーや素人繁殖が問題になっている。
この犬種は毛色の掛け合わせがアルビノ等の疾患と関係があることはよく知られているが、てんかん、股関節形成不全、PRA（進行性網膜萎縮症）等の遺伝性疾患を受け継いだり、障害を持って生まれてくる場合も少なくない。
そして、飼い主の事情で保健所、保護施設等に持ち込まれる問題も重なり、動物愛護の観点から「繁殖を行う者は充分な経験と知識を有するべきである」「素人は繁殖させてはいけない」という考えが広まっている。
2006年6月より、動物愛護法の改正によって動物取扱業未登録の者（ペットショップでない個人）は有償での犬の譲渡ができなくなった。